# Lago Cerrillos

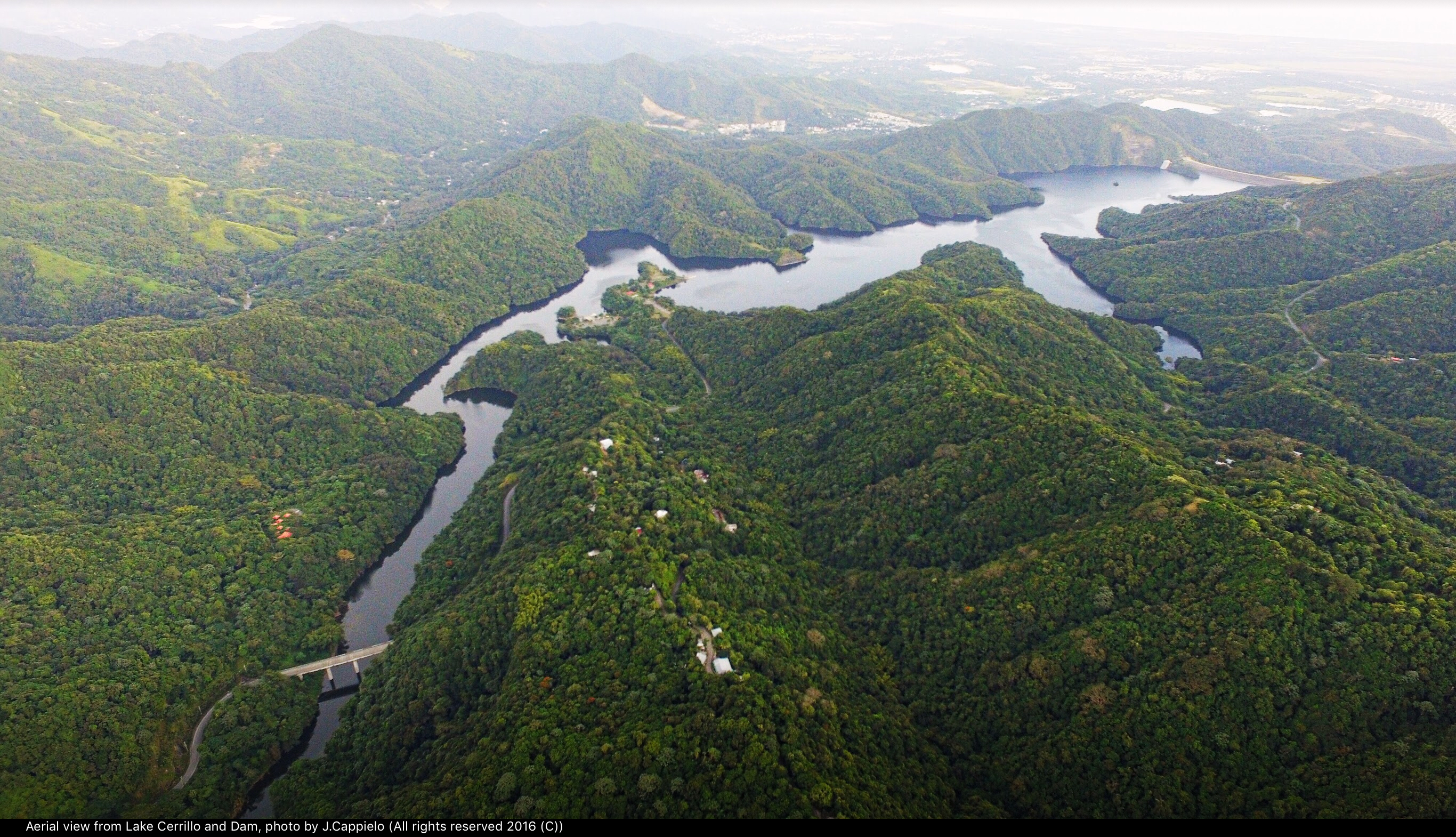
Vista aérea del lago Cerrillos en Ponce, Puerto Rico

Lago Cerrillos es un lago artificial situado en el barrio Maragüez de Ponce, en el estado libre asociado de Puerto Rico.  El lago fue terminado en 1992 por el Cuerpo de Ingenieros del Ejército de Estados Unidos.  Los objetivos principales del embalse son el control de inundaciones, abastecimiento de agua y recreación. Hay una gran variedad de peces disponibles para la pesca como lobinas, tucunares, chopas, barbudos y tilapias.  En 1993 durante los Juegos Centroamericanos y del Caribe Ponce 1993 se organizaron competiciones de piragüismo en el lago. Además fue utilizado en 2010 en los Juegos Centroamericanos y del Caribe en Remo Mayagüez 2010.